# Casino dell'Aurora

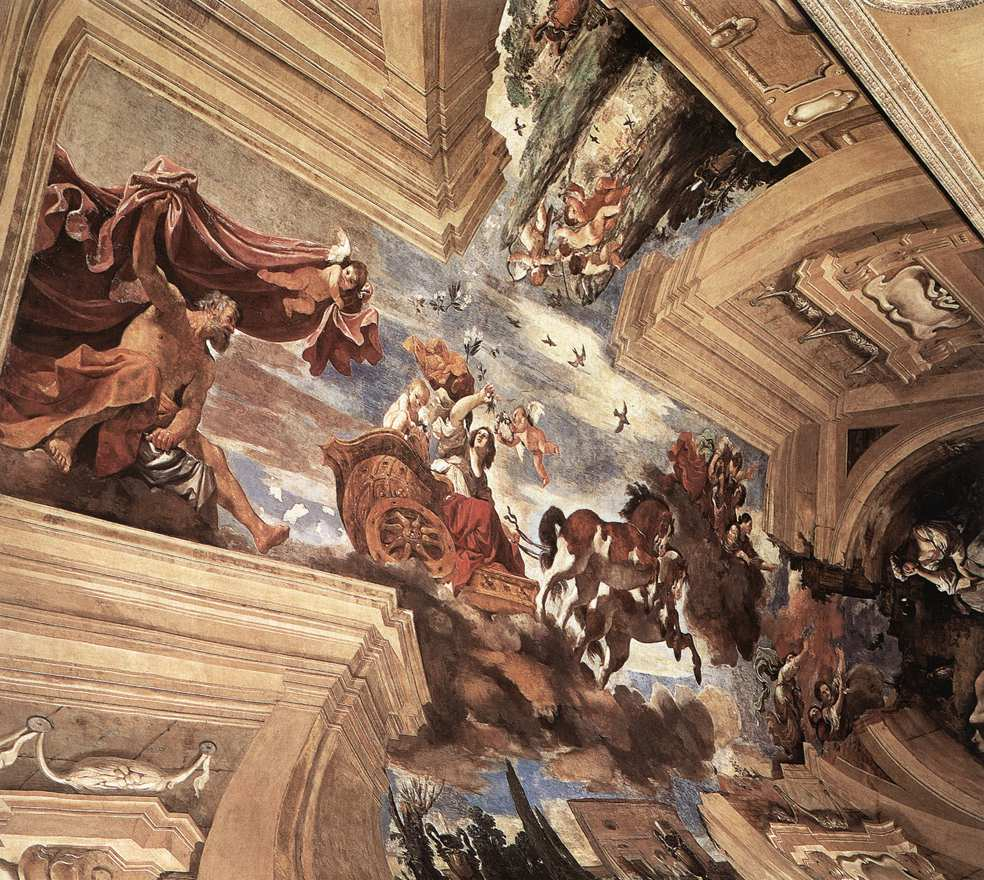
Aurora (Dageraad) van Guercino

Neptunus, Pluto en Jupiter van Caravaggio

De Casino dell'Aurora, soms ook als Villa Ludovisi of Villa Aurora aangeduid, is een stadspaleis in Rome. Het is genoemd naar de aanwezige fresco's van Aurora (dageraad) op de zoldering van de hand van Guercino. Het gebouw ligt in het voormalige domein Villa Ludovisi. In januari 2022 werd de villa (tevergeefs) ter veiling aangeboden, de vraagprijs was 471 miljoen euro.

## Geschiedenis
Het bouwwerk werd door kardinaal Francesco Maria Del Monte gebouwd gedurende de 16de eeuw. In 1621 verkocht hij het gebouw aan kardinaal Ludovico Ludovisi die ook aanpalende gronden aankocht.

## Kunstwerken
De schilderingen van de elementen en het universum en de sterrenbeelden behoren naast de Aurora tot de hoogtepunten in dit gebouw. Deze dateren van 1597 en worden toegeschreven aan Caravaggio. In de zaal van de landschappen zijn ook enkele landschappen van Paul Bril aanwezig.

## Galerij

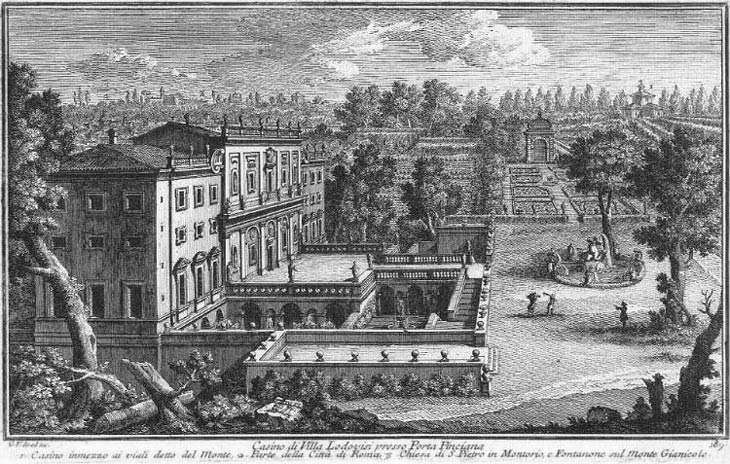
Casino di Villa Ludovisi (1761) door Giuseppe Vasi
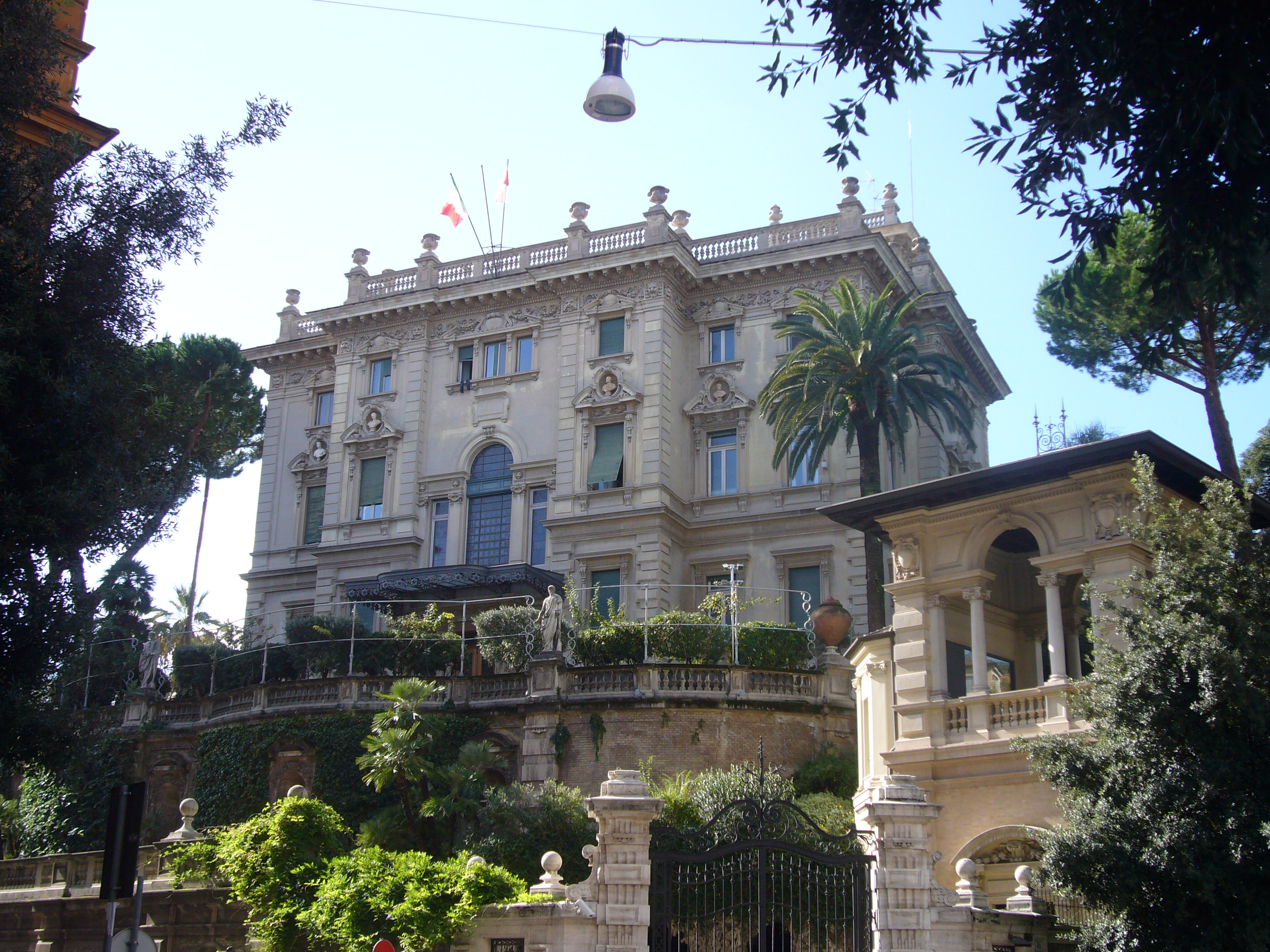
Villa Aurora (2012)
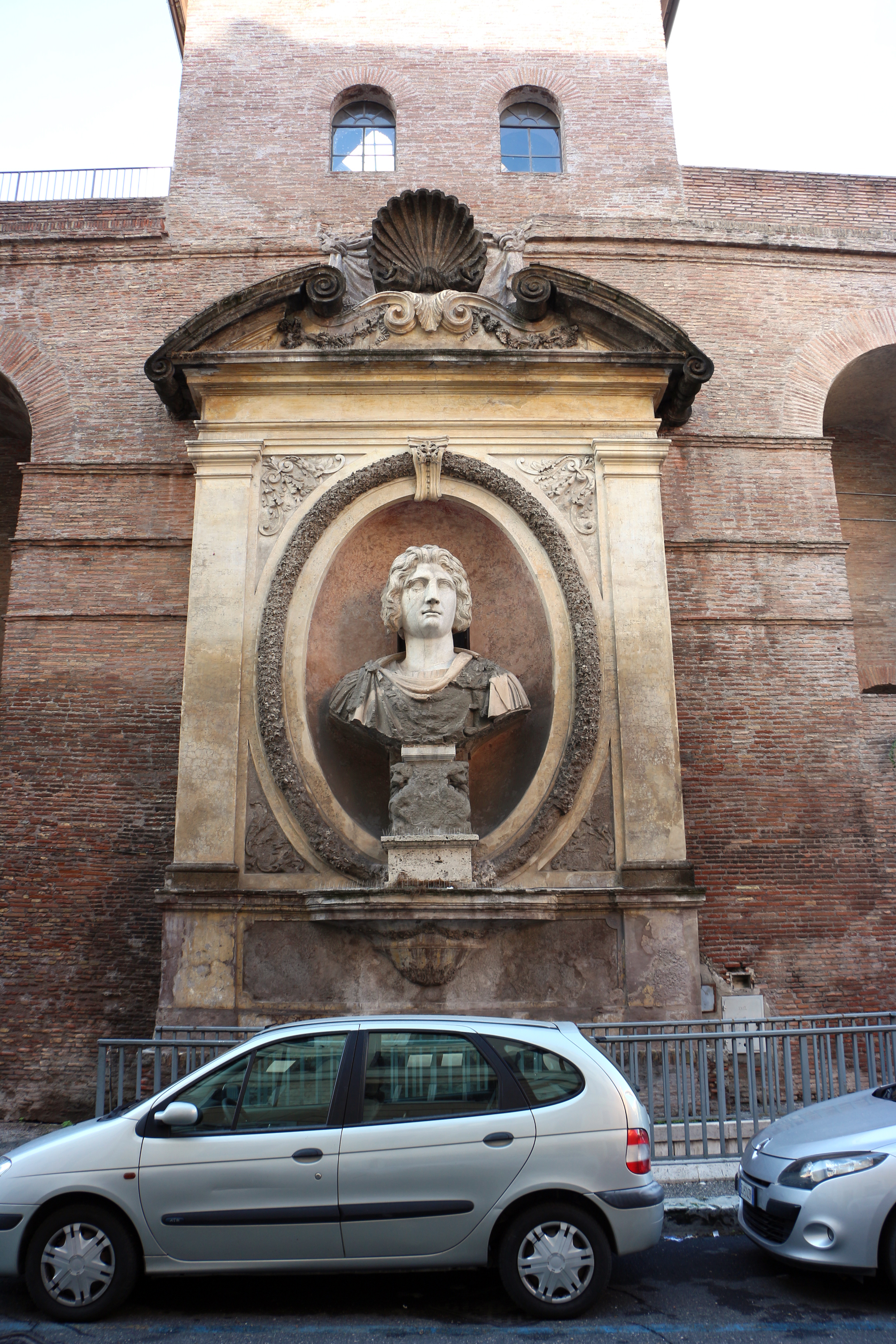
Villa Ludovusi buste